# Rhumeaue/Ellerniederung/Gillersheimer Bachtal
Rhumeaue / Ellerniederung / Gillersheimer Bachtal ist ein Naturschutzgebiet im Landkreis Northeim, Niedersachsen.

## Allgemeines
Das Naturschutzgebiet mit dem Kennzeichen NSG BR 084 ist circa 249 Hektar groß. Es wurde zum 16. Januar 1990 ausgewiesen und war zunächst circa 930 Hektar groß. Zum 4. Dezember 2020 ging der im Landkreis Göttingen liegende Teil des Naturschutzgebietes im neu ausgewiesenen Naturschutzgebiet „Rhumeaue, Ellerniederung, Schmalau und Thiershäuser Teiche“ auf. Das Naturschutzgebiet ist nahezu vollständig Bestandteil des FFH-Gebietes „Sieber, Oder, Rhume“. Oberhalb von Katlenburg grenzt es an das Naturschutzgebiet „Oderaue“, bei Bilshausen und im Bereich des Renshauser Bachs an das Naturschutzgebiet „Rhumeaue, Ellerniederung, Schmalau und Thiershäuser Teiche“. Zwischen Wachenhausen und Lindau grenzt die Südwestgrenze des Naturschutzgebietes an das Landschaftsschutzgebiet „Westerhöfer Bergland - Langfast“. Zuständige untere Naturschutzbehörde ist der Landkreis Northeim.

## Lage
Das Naturschutzgebiet liegt südöstlich von Northeim zwischen der Grenze zum Landkreis Göttingen und dem Ortsteil Kaltenburg der Gemeinde Katlenburg-Lindau im Landkreis Northeim. Es umfasst einen Abschnitt der Rhume sowie Abschnitte des Gillersheimer und Renshauser Bachs mit ihren Nebengewässern. Das Naturschutzgebiet umfasst auch die Auen der Rhume und der in das Naturschutzgebiet einbezogenen Bäche mit ihren Biotopen wie Röhrichte, Seggenriede und Hochstaudenfluren.
Naturräumlich gehört das Schutzgebiet zum Weser-Leine-Bergland.